# Breza
Breza (kyrilliska: Бреза) är en ort i kommunen Breza i kantonen Zenica-Doboj i centrala Bosnien och Hercegovina. Orten ligger cirka 22 kilometer nordväst om Sarajevo. Breza hade 3 014 invånare vid folkräkningen år 2013.
Av invånarna i Breza är 78,10 % bosniaker, 8,56 % kroater, 3,72 % bosnier och 2,95 % serber (2013).